# Zuckerwatte-Planet
Zuckerwatte-Planeten (englisch cotton candy planet / super-puff planet) sind eine Klasse von Exoplaneten, deren Masse nur wenige Vielfache der Erdmasse beträgt und die einen Radius haben, der größer ist als der des Neptuns. Zuckerwatte-Planeten haben also eine sehr niedrige durchschnittliche Dichte (ähnlich wie Zuckerwatte). Sie sind kühler und masseärmer als die Hot Jupiter mit ihren thermisch expandierten Atmosphären.
Im Dezember 2019 gaben Wissenschaftler der NASA unter Verwendung von Daten des Hubble-Weltraumteleskops bekannt, dass sie drei Exoplaneten identifiziert haben, die außerhalb der normalen Klassifizierung der Planeten liegen. Es sind die drei Planeten um Kepler-51, die alle Jupiter-Größe haben. Die Planeten wurden erstmals im Jahr 2012 in einer Untersuchung des Weltraumteleskops Kepler identifiziert, aber erst als das Hubble-Weltraumteleskop Daten von Umlaufbahnen und Sonnenfinsternissen dieser Kandidaten gemessen hat, wurde ihre geringe Dichte bestätigt. Diese sind auch die extremsten bekannten Beispiele. Die Forschergruppe mutmaßt, diese drei Planeten des Kepler-51-Sternensystems könnten hauptsächlich aus Wasserstoff und Helium bestehen, bedeckt von einem undurchsichtigen Dunst aus Methan in großer Höhe.